# 48616 Yeminghan
48616 Yeminghan è un asteroide della fascia principale. Scoperto nel 1995, presenta un'orbita caratterizzata da un semiasse maggiore pari a 2,799319 UA e da un'eccentricità di 0,114461, inclinata di 5,329728° rispetto all'eclittica. Ha un diametro di 8,214 km e un'albedo di 0,039.
È dedicato a Ye Minghan, fisico cinese, dal 1984 al 1988 direttore dell'Istituto per la Alte Energie dell'Accademia delle Scienze cinese.